# سيدني بيترز
سيدني بيترز (بالإنجليزية: Sidney Peters)‏ هو سياسي بريطاني، ولد في 2 ديسمبر 1885، وتوفي في 9 يناير 1976. حزبياً، نشط في الحزب الليبرالي. في الانتخابات العامة في المملكة المتحدة 1929 ‏، انتخب عضو برلمان المملكة المتحدة الـ35 عن دائرة Huntingdonshire (UK Parliament constituency) ‏ (30 مايو 1929 – 7 أكتوبر 1931) وفي الانتخابات العامة في المملكة المتحدة 1931 ‏، انتخب عضو برلمان المملكة المتحدة الـ36 عن دائرة Huntingdonshire (UK Parliament constituency) ‏ (27 أكتوبر 1931 – 25 أكتوبر 1935) وفي الانتخابات العامة في المملكة المتحدة 1935 ‏، انتخب عضو برلمان المملكة المتحدة الـ37 عن دائرة Huntingdonshire (UK Parliament constituency) ‏ (14 نوفمبر 1935 – 15 يونيو 1945).